# Milana Gorská
Milana Gorská (* 20. května 1998 Magnitogorsk, Rusko) je česká herečka ruského původu, v letech 2022 až 2025 členka souboru Městského divadla Zlín.

## Život
Mládí prožila v Praze, kde začala hrát v Divadle Radar. Po gymnáziu vystudovala obor činoherní herectví na Divadelní fakultě Janáčkově akademii múzických umění v Brně (promovala v roce 2022). V průběhu studia absolvovala zahraniční studijní pobyt v polském Krakově. Domluví se anglicky, rusky a polsky.
V minulosti vystupovala v pražském Divadle Radar (konkrétně ve hrách Ondina a Hamleteen). Od září 2022 se stala stálou členkou souboru Městského divadla Zlín, kde působila do léta 2025.